# Okręg wyborczy Tregony
Okręg wyborczy Tregony powstał w 1562 r. i wysyłał do angielskiej, a następnie brytyjskiej, Izby Gmin dwóch deputowanych. Okręg obejmował miasto Tregony w Kornwalii. Został zlikwidowany w 1832 r.

## Deputowani do brytyjskiej Izby Gmin z okręgu Tregony

### Deputowani w latach 1562–1660
- 1584–1585: Richard Grafton
- 1625: Henry Carey
- 1628–1629: Francis Rous
- 1640–1644: Richard Vyvyan
- 1640–1644: John Polwhele
- 1647–1648: Thomas Trevor
- 1647–1653: John Carew
- 1659: John Thomas

### Deputowani w latach 1660–1832
- 1660–1661: John Temple
- 1660–1660: Edward Boscawen
- 1660–1661: Peter Courtney
- 1661–1685: Hugh Boscawen
- 1661–1679: Thomas Herle
- 1679–1679: Robert Boscawen
- 1679–1679: John Tanner
- 1679–1689: Charles Trevanion
- 1685–1689: Charles Porter
- 1689–1689: Charles Boscawen
- 1689–1695: Hugh Fortescue
- 1689–1690: Robert Harley, wigowie
- 1690–1694: John Tremayne
- 1694–1695: John FitzGerald, 18. hrabia Kildare
- 1695–1702: Francis Robartes
- 1695–1698: James Montagu
- 1698–1701: Philip Meadowes
- 1701–1702: Hugh Fortescue
- 1702–1705: Hugh Boscawen
- 1702–1705: Joseph Sawle
- 1705–1708: John Trevanion
- 1705–1708: Philip Meadowes
- 1708–1710: Anthony Nicoll
- 1708–1710: Thomas Herne
- 1710–1713: Francis Godolphin, wicehrabia Rialton
- 1710–1710: John Trevanion
- 1710–1713: George Robinson
- 1713–1713: Edward Southwell
- 1713–1720: Edmund Prideaux
- 1713–1721: James Craggs Młodszy
- 1720–1722: Charles Talbot
- 1721–1721: Daniel Pulteney
- 1721–1727: John Merrill
- 1722–1727: James Cooke
- 1727–1729: Thomas Smith
- 1727–1737: John Goddard
- 1729–1734: Matthew Ducie Moreton
- 1734–1747: Henry Penton
- 1737–1737: Robert Cowan
- 1737–1741: Joseph Gulston
- 1741–1742: Thomas Watts
- 1742–1747: George Cooke
- 1747–1767: William Trevanion
- 1747–1754: Claudius Amyand
- 1754–1761: John Fuller
- 1761–1768: Abraham Hume
- 1767–1774: Thomas Pownall
- 1768–1774: John Grey
- 1774–1780: George Lane Parker
- 1774–1780: Alexander Leith
- 1780–1784: John Stephenson
- 1780–1784: John Dawes
- 1784–1788: Lloyd Kenyon
- 1784–1790: Robert Kingsmill
- 1788–1790: lord Hugh Seymour
- 1790–1794: John Stephenson
- 1790–1796: Matthew Montagu
- 1794–1796: Robert Stewart, torysi
- 1796–1802: Lionel Copley
- 1796–1802: John Nicholls
- 1802–1804: George Spencer-Churchill, markiz Blandford, torysi
- 1802–1806: Charles Cockerell
- 1804–1806: George Woodford Thellusson, torysi
- 1806–1808: Godfrey Wentworth Wentworth, wigowie
- 1806–1812: James O’Callaghan, wigowie
- 1808–1812: William Gore Langton, wigowie
- 1812–1818: Alexander Cray Grant, torysi
- 1812–1818: William Holmes, torysi
- 1818–1826: Henry Vane, wicehrabia Barnard, wigowie
- 1818–1826: James O’Callaghan, wigowie
- 1826–1830: Stephen Lushington, wigowie
- 1826–1830: James Brougham, wigowie
- 1830–1831: James Adam Gordon, torysi
- 1831–1832: James Mackillop, torysi
- 1831–1832: Charles George James Arbuthnot, torysi
- 1832–1832: James Adam Gordon, torysi